# Pamir F.C.
Pamir Kabul F.C. – afgański klub piłkarski grający na najwyższym szczeblu piłkarskim w Afganistanie, Kabul Premier League. Nigdy nie był mistrzem Afganistanu.